# Élie Cohen (economista)
Élie Cohen (3 de septiembre de 1950, Meknès, Marruecos - ) es un economista francés, habiéndose desempeñado también como investigador y como docente.
Director de investigación en el CNRS (Centro Nacional para la Investigación Científica de Francia), es especialmente conocido por sus publicaciones, y también por sus participaciones en emisiones de radio y televisión, particularmente en el programa C dans l'air  de France 5.

## Biografía
Diplomado del Instituto de Estudios Políticos de París (sección economía y finanzas, 1972), doctor en gestión (Universidad París Dauphine), y doctor en ciencia política (titular de habilitación para dirigir investigaciones), Élie Cohen desarrolló una doble carrera, como investigador y también como profesor de la enseñanza superior.
Primero fue alumno-investigador en la Escuela Superior de Minas de París, y luego encargado de investigación en el centro de sociología de la innovación de la recién citada 'École des Mines'. Posteriormente, se integró al CNRS como director de investigación del grupo de análisis de políticas públicas de la Universidad París I, así como al Cevipof (Fondation nationale des sciences politiques, FNCP).
Como maestro de conferencias y más tarde como profesor, Élie Cohen participó en el Institut d'études politiques (IEP) de París, en las áreas de macroeconomía, microeconomía, economía pública, políticas públicas, y gestíon pública. Por su parte y en la École normale supérieure (ENS) de París, desarrolló actividades en materia de sociología de las organizaciones, en la École nationale d'administration (ENA) en materia de economía industrial, en la Universidad de Harvard en relación con economía política, y en el Collège des ingénieurs (CDI) en materia de estadísticas industriales y financieras.
En el año 2012, Elie Cohen se desempeñaba como :
- Director de investigación del CNRS, en el 'Cevipof' (FNSP) ;
- Profesor en el 'Institut d'études politiques –IEP–' de París ;
- Miembro del 'Conseil d'analyse économique –CAE–' en relación directa con el primer ministro (1997-2012);[1]
- Vicepresidente del 'Haut Conseil du secteur public financier' ;
- Miembro del Consejo de Orientación en el 'Forum d'Avignon, Culture, économie, média' ;
- Miembro de los consejos de administración de EDF énergies nouvelles,[5] de Steria,[6] y de Pages jaunes ;[7]
- Élie Cohen regularmente también desarrolla diversas conferencias en el Institut national des études territoriales –INET–.[8]

## Trabajos y estudios

### Sobre la desreglamentación y la liberalización de los mercados
- Philippe Aghion, Jean Pisani-Ferry, y Elie Cohen, fueron los redactores del informe Política económica y crecimiento en Europa,[9] publicado por el Conseil d'analyse économique (CAE) en el año 2006. En este informe, Elie Cohen indica que es favorable a la desreglamentación del mercado de bienes, y a la liberalización del mercado de servicios, pues dice que éstos son dos aspectos cruciales para el relanzamiento de la integración económica europea :

Cita: La relance de l’intégration passe à juste titre par deux domaines cruciaux déjà identifiés : le marché des biens, avec l’achèvement de la déréglementation, et celui des services avec la libéralisation des services en réseau, la libéralisation des services aux entreprises, et la libéralisation des services financiers. (Rapport 'Politique économique et croissance en Europe', page 43)
Traducción al español: El relanzamiento de la integración pasa, a justo título, por dos aspectos cruciales ya identificados : el mercado de bienes, con su completa desreglamentación, y el mercado de servicios, con la liberalización de los servicios en red, de los servicios empresariales, y de los servicios financieros. (página 43)

Tratándose particularmente de mercados financieros, Elie Cohen sostiene en ese mismo informe que es necesario de insistir y proseguir en la financiarización de la economía, a efectos de asegurar el crecimiento de Europa a largo plazo :

Cita: Il est connu de longue date que les marchés financiers sont l’un des domaines où la contribution de l’intégration européenne à l’efficacité économique peut être la plus forte. Celle-ci apporte en effet à la fois liquidité et diversification des risques. Elle permet donc simultanément de réduire les coûts, de réduire les primes de risque, et d’assurer la stabilité macroéconomique en présence de chocs sectoriels ou idiosyncrasiques, contribuant ainsi à la croissance à long terme. Cette dimension nous semble régulièrement sous-estimée dans l’évaluation des obstacles à la croissance européenne. (Rapport 'Politique économique et croissance en Europe', page 140)
Traducción al español:  Desde hace tiempo se sabe que los mercados financieros son una de las áreas donde la contribución de la integración europea a la eficiencia económica puede llegar a ser la más grande. Dicha contribución aporta liquidez y diversificación de riesgos, así como también permite reducir los costos y en particular las primas de riesgo, al mismo tiempo que asegura estabilidad macroeconómica en presencia de chocs sectoriales o por influencias multifactoriales, contribuyendo así al crecimiento a largo plazo. Somos de la opinión que este aspecto ha sido y es regularmente subestimado en la evaluación de los obstáculos al crecimiento europeo. (página 140)

### Sobre las crisis económicas
En un artículo publicado en el año 2007 por la revista Questions internationales y que se titula Mondialisation, néo-capitalisme et développement inégal,, Elie Cohen estima que si el capitalismo sigue un proceso de desreglamentaciones, importará respetar el espíritu de los mercados financieros, y en particular el de los llamados productos derivados, pues ello es un factor esencial de crecimiento a largo plazo, así como de estabilidad macroeconómica :

Cita: L’industrie des produits dérivés contribue largement à l’action macro-économique, à travers le financement de la consommation par monétisation des actifs, l’éclatement de la bulle de l’Internet a été facilement résorbée, et la finance de marché joue un rôle décisif dans la remise sur pied des entreprises affaiblies par les errements de la dernière vague de "fusions-acquisitions".
Traducción al español: El mercado de productos derivados contribuye poderosamente a la evolución macro-económica, a través por ejemplo del financiamiento del consumo por monetarización de activos; por otra parte, la actividad en el señalado mercado ha podido por ejemplo reabsorber con cierta facilidad la hiperactividad en las actividades relacionadas con Internet, y también por ejemplo desempeñar un rol decisivo en el fortalecimiento de muchas empresas con problemáticas y debilidades diversas, a través de la dinámica de las "fusiones-adquisiciones".

Este análisis fue particularmente reconsiderado en oportunidad de la crisis financiera mundial iniciada en 2007, la que Élie Cohen considera un evento beneficioso para la economía, ya que pone en evidencia los « errores fundamentales » :

Cita: Tout se passe comme si le système avait périodiquement besoin d'une crise pour retrouver le sens des grands ordres de valeur économiques. (...) Ces crises nous conduisent à revenir aux fondamentaux économiques, qui sont bons; la croissance est forte et les bilans des entreprises, assainis, sont au meilleur niveau. Il faut s'habituer à l'idée qu'elles ne constituent pas des cataclysmes mais des méthodes de régulation d'une économie mondiale que l'on n'arrive pas vraiment à encadrer par des lois ou des politiques.
Traducción al español: Todo se pasa como si el sistema tuviera periódicamente necesidad de una crisis, para así poner orden en las actividades económicas. (...) Estas crisis nos obligan a repensar y descubrir los fundamentos económicos que son beneficiosos; el crecimiento entonces vuelve a ser fuerte, y buena parte de las empresas, depuradas y estabilizadas, vuelven a tener mejores niveles de actividad. Hay que habituarse a la idea de que estas crisis en sí mismas no constituyen cataclismos indeseables, sino métodos de regulación de la economía mundial, la que no se puede o no se sabe conducir adecuadamente a través de las políticas y de las leyes de los mercados.

Cita: Dans quelques semaines, le marché se reformera et les affaires reprendront comme auparavant. Il y aura des pertes, des faillites, puis les fonds actuellement fermés (par exemple ceux de la BNP fermés pour un mois) rouvriront et susciteront à nouveau des appétits.
Traducción al español: En algunas semanas, el mercado se reformará, y la actividad y los negocios continuarán como antes. Cierto, habrá perdidas y quiebras, pero los fondos actualmente congelados (por ejemplo, los de la BNP cerrados por un mes) se regularizarán.

En 2010 Elie Cohen publicó « Penser la crise » a través de ediciones Fayard, obra en la que « son duramente atacados y cuestionados, la eficiencia y la autoregulación de los mercados, así como la propensión de los gurús de las finanzas a gestionar sus negocios de manera autónoma, y así como cuestiones en torno a la liquidez ».

## Críticas
En noviembre de 2005 y a través de France Inter, se difundió un debate titulado "Fallait-il privatiser EDF ?" (traducción al español: « ¿Convendría privatizar EDF?»). En esa instancia, Élie Cohen fue acusado de « defender los intereses de los mercados financieros » por Éric Rouleau, quien entonces se desempeñaba como miembro del secretariado de la CGT. Élie Cohen niega en su conjunto esas acusaciones, reclamando ser respetado en su calidad de economista investigador del CNRS. Al mes siguiente, Serge Halimi, director de la publicación semanal Le Monde diplomatique, se refirió nuevamente a ese suceso, al ser interrogado al respecto durante la emisión del programa Là-bas si j'y suis en la misma emisora radial Y el aludido, un tanto divertido, señaló entonces que :

Cita: « L'indignation d'Élie Cohen est d'autant plus cocasse qu'Éric Rouleau a oublié de préciser qu'outre ses fonctions de directeur de recherche au CNRS, dont la rémunération est entièrement à la charge de la collectivité, Élie Cohen est également administrateur de la Société générale, société privatisée, administrateur d'Orange, société privatisée, administrateur du groupe Pages jaunes, société privatisée, qu'il préside le comité scientifique de l'agence de notation éthique dirigée par Nicole Notat, ex-secrétaire générale de la CFDT, qu'il est membre du conseil d'analyse économique [...], qu'il est membre de la Commission des comptes de service [...], qu'il a été fait Chevalier de légion d'honneur [...], et qu'il n'a cessé de prôner la privatisation d'entreprises. Notamment d'un certain nombre de celles dont il deviendra par la suite administrateur. »
Traducción al español: « La indignación de Élie Cohen es en algún sentido cómica, en la medida que Éric Rouleau olvidó señalar que, además de sus funciones de director de investigaciones en el CNRS, en donde la respectiva remuneración es enteramente cubierta por la colectividad, Élie Cohen también es administrador de la Société générale (sociedad privatizada), administrador de Orange (sociedad privatizada), administrador del grupo Pages jaunes (sociedad privatizada), y que además preside el Comité Científico de la 'Agence de notation éthique' dirigido por Nicole Notat, ex secretario general de la CFDT, y que además es miembro del 'Conseil d'analyse économique' [...], y miembro de la 'Commission des comptes de service' [...], y que además ha sido nombrado 'Chevalier de légion d'honneur' [...], y que además ha defendido la privatización de las empresas cuantas veces ha podido, y en especial, algunas de esas empresas de las cuales poco tiempo después el propio Cohen pasó a ser administrador. »

Élie Cohen es regularmente observado con reparos por la 'Association de critique des médias (Acrimed)', de tendencia izquierdista-antiliberal, ya que entre otras cosas, le reprochan ser parte de un grupito de expertos y economistas sistemáticamente invitados a los medios, lo que prioriza estos enfoques, en detrimento del pluralismo mediático.
Por otra parte, Élie Cohen es una de las personalidades criticadas en el film documental francés estrenado en enero de 2012, y que lleva por título Les Nouveaux Chiens de garde, documento audiovisual basado en el ensayo epónimo de Serge Halimi difundido a partir de 1997, y que explora las colusiones entre los medios franceses y el poder político y económico en Francia.

## Premios
- 1997, Premio ciencias humanas de la Academia de las ciencias morales y políticas.
- 2002, Premio Europeo de economía.
- Caballero de la Legión de Honor.